# Northumberland Strait
Northumberland Strait (franska: Détroit de Northumberland) är ett sund i Saint Lawrenceviken i östra Kanada. Det skiljer provinsen och ön Prince Edward Island i norr från provinserna New Brunswick i sydväst och Nova Scotia i sydöst.